# 朝倉景綱
朝倉 景綱（あさくら かげつな）は、戦国時代から安土桃山時代にかけての武将。朝倉氏の家臣、のち織田氏の家臣。織田城主として織田庄を領していることから苗字を織田とする。

## 出自
朝倉氏の一族であるが、明確な系譜は不明である。官途名「兵庫助（介）」を名乗る朝倉一族は、文明年間の「兵庫助景亮」、享禄〜天文年間の「兵庫介景良」がおり、景綱はこれらに連なる人物と考えられている。この兵庫助の家系は織田庄の本所方を支配しており、壬生本『朝倉家譜』の記述から越前朝倉氏の初代である朝倉広景の子・中野愚谷の末裔ではないかといわれている。

## 略歴
『言継卿記』によれば、永禄2年（1559年）4月、朝倉義景は近衛前嗣に贈答し音信を深めたが、この時、義景の名代として上洛し、前嗣と対面した「朝倉兵庫助」が景綱と見られている。
『 朝倉始末記』によれば、永禄13年（1570年）4月に織田信長が越前国を攻めた際は、景綱は500の軍勢で河野口を守備したとされる。また、天正元年（1573年）8月の刀禰坂の戦いでは、木ノ芽峠で敗兵をまとめ一合戦しようとする朝倉義景の命令を無視して織田城に退却した。
景綱は、そのまま織田の軍門に降り、朝倉氏滅亡後も引き続き織田城を守ったが、天正2年（1574年）に越前一向一揆が勃発すると、同年4月、本願寺の七里頼周が率いる大規模な一向一揆勢に城を攻められる。織田城に篭城したが多勢に無勢であった為に、景綱は織田城の兵を見捨てて、妻子のみを引き連れ海路から敦賀郡へ落ち延びた。その後の消息は不明。なお、島津家久が天正3年（1575年）に上洛した際に書き付けた旅日記『家久君上京日記』の中に登場する「朝倉の兵庫助」を景綱とする見方がある。